# Ambicodamus
Ambicodamus es un género de arañas araneomorfas de la familia Nicodamidae. Se encuentra en Australia.

## Lista de especies
Según The World Spider Catalog 12.0:
- Ambicodamus audax Harvey, 1995 — Este de Australia
- Ambicodamus crinitus (L. Koch, 1872) — Nueva Gales del Sur, Victoria, Tasmania
- Ambicodamus dale Harvey, 1995 — Queensland
- Ambicodamus darlingtoni Harvey, 1995 — Nueva Gales del Sur
- Ambicodamus emu Harvey, 1995 — Queensland
- Ambicodamus kochi Harvey, 1995 — Oeste de Australia
- Ambicodamus leei Harvey, 1995 — Sur de Australia
- Ambicodamus marae Harvey, 1995 — Oeste de Australia
- Ambicodamus sororius Harvey, 1995 — Queensland, Nueva Gales del Sur, Victoria, Tasmania
- Ambicodamus Surwelli Harvey, 1995 — Nueva Gales del Sur, Victoria, Tasmania
- Ambicodamus urbanus Harvey, 1995 — Nueva Gales del Sur